# 1979年の政治
1979年の政治（1979ねんのせいじ）では、1979年（昭和54年）の政治分野に関する出来事について記述する。

## できごと

### 1月
- 1月1日 - アメリカ合衆国と中華人民共和国が国交を樹立し、中華民国と断交。
- 1月4日
  - アメリカ証券取引委員会、グラマン社の報告書に日本への航空機売り込み裏工作の存在を発表。
  - 大平正芳首相、一般消費税の導入を示唆。
- 1月16日 - イラン革命。パーレビ国王国外脱出。

### 2月
- 2月1日 - ルーホッラー・ホメイニー（いわゆる「ホメイニ師」）、イランに帰国し、イスラム革命評議会を設置。
- 2月14日 - 衆議院予算委員会、海部八郎日商岩井副社長らを証人喚問。
- 2月17日 - カンボジアをめぐる対立から中越戦争が勃発。

### 3月
- 3月1日 - スペイン上下両院の総選挙、アドルフォ・スアレス首相率いる民主中道連合が2度目の勝利。
- 3月28日 - アメリカのスリーマイル島原子力発電所で放射能漏れ事故。

### 4月
- 4月1日 - ホメイニー師、イラン・イスラム共和国を宣言する。
- 4月2日 - 服部高顕が第9代最高裁判所長官に就任。
- 4月4日 - パキスタンのズルフィカール・アリー・ブットー元大統領・首相が死刑。
- 4月8日 - 統一地方選挙。東京都知事に鈴木俊一、大阪府知事に岸昌など保守系候補が当選する。

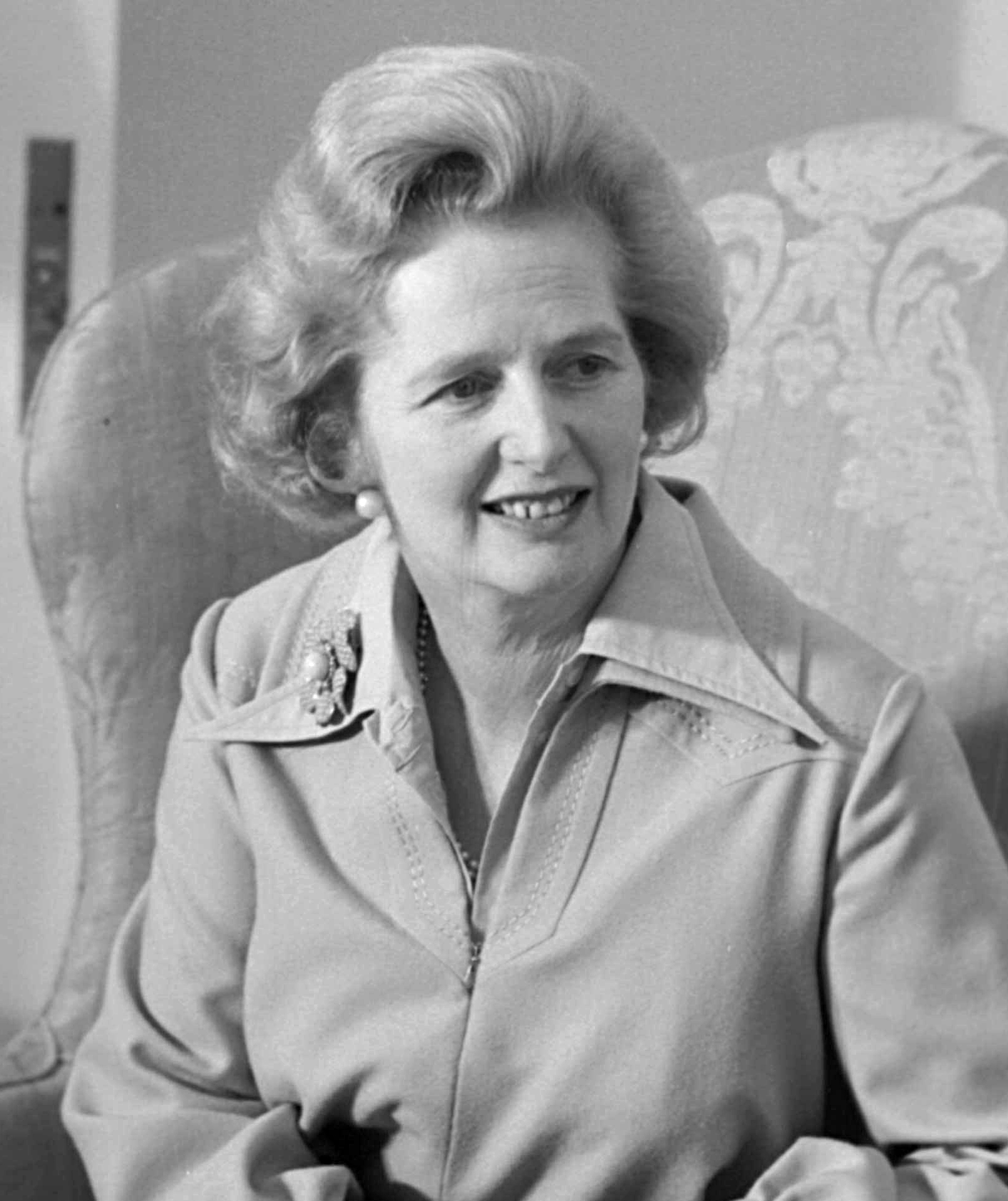
「鉄の女」サッチャー英首相

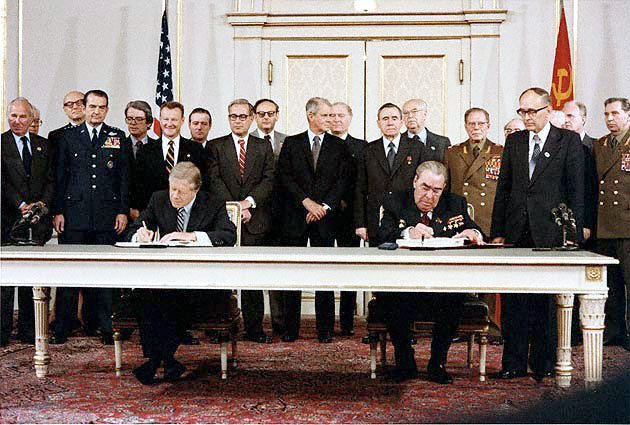
SALT IIの調印

### 5月
- 5月3日 - イギリス総選挙、サッチャー率いる保守党が労働党を制して勝利。
- 5月4日 - イギリスの首相にサッチャー保守党党首が就任（イギリス及び先進国初の女性首相）。
- 5月15日 - 中川一郎、自由革新同友会（中川派）を結成。
- 5月24日 - 衆議院航特委、グラマン疑惑で松野頼三を証人喚問。

### 6月
- 6月6日 - 元号法成立。12日公布、施行。
- 6月8日 - 黒木博宮崎県知事、建設汚職で逮捕。
- 6月18日 - ジミー・カーター米大統領とレオニード・ブレジネフソ連共産党書記長がSALT II に調印。
- 6月28日 - 第5回先進国首脳会議（東京サミット）開催。

キリバス国旗

### 7月
- 7月12日 - キリバスが独立。
- 7月16日
  - 新自由クラブ路線対立。西岡武夫幹事長が離党。
  - イラクでサダム・フセインが大統領に就任。
- 7月20日 - ジュネーヴでインドシナ難民問題国際会議が開催される。
- 7月25日 - 松野頼三、衆議院議員辞職を表明。

### 8月
- 8月9日 - （韓国）偽装廃業に抗議して野党の新民党本部に篭城していたYH貿易の女子工員を警察が強制排除し、その際に女子工員1名が墜落死した。この事件の直後から反政府闘争が活発化する（YH事件）。

### 9月
- 9月7日 - 衆議院解散（増税解散、一般消費税解散）。
- 9月8日 - 日本鉄道建設公団の空出張、ヤミ給与が表面化する。
- 9月20日 - 中央アフリカ帝国でフランス軍による無血クーデターによりボカサ1世の帝政が崩壊。

### 10月
- 10月2日 - 国際電信電話会社による汚職事件（KDD事件）発覚。
- 10月4日 - 韓国の最大野党である新民党の総裁である金泳三が、与党の強引な手段で議員を除名させられる（金泳三総裁議員職除名波動）。
- 10月7日 - 第35回衆議院議員総選挙
  - 自由民主党248議席、日本社会党107議席、公明党58議席、日本共産党41議席、民社党36議席、新自由クラブ4議席、社会民主連合2議席、無所属15議席。自民党は過半数を確保できず、大平総裁の責任をめぐり、大平・田中派（大角連合）と福田・三木・中曽根の反主流派で、四十日抗争と呼ばれる自民党派閥抗争勃発。
- 10月16日
  - 滋賀県で合成洗剤追放条例を可決。
  - 韓国第2の都市である釜山市で、学生と市民による民主化を求める大規模なデモが発生。18日には釜山市一円に戒厳令が布告された。デモは釜山の隣町である馬山と昌原にも拡大、両市には衛戍令が布告された（釜馬民主抗争）。
- 10月26日 - 韓国の朴正煕大統領が暗殺される（10・26事件）。
- 10月31日 - 自民党非主流派（福田・三木・中曽根・中川派）、自民党をよくする会を結成。

### 11月
- 11月2日 - 自民党をよくする会総会、福田赳夫前首相を首班指名候補に決める。主流派は、両院議員総会を開き大平正芳総裁を首班指名候補とする。
- 11月4日 - イランアメリカ大使館人質事件が発生。
- 11月6日 - 首班指名選挙で自民党から大平、福田の二人が立候補する。決選投票で大平が内閣総理大臣に指名される。
- 11月9日 - 第2次大平内閣発足。外相に大来佐武郎、蔵相に竹下登、自治相・国家公安委員長に後藤田正晴、内閣官房長官に伊東正義など。
- 11月16日 - 自民党三役決定。幹事長に桜内義雄、総務会長に鈴木善幸、政調会長に安倍晋太郎。四十日抗争終了。
- 11月26日 - 河野洋平新自由クラブ代表辞任。後任は田川誠一。

### 12月
- 12月2日 - ポルトガル共和国議会選挙、中道右派政党の社会民主党が過半数を制し、政権の座につくことに。
- 12月12日 - 韓国軍の全斗煥・盧泰愚将軍を中心とするグループが軍の実権を掌握、鄭昇和参謀総長らを逮捕（粛軍クーデター）。
- 12月24日
  - 日本共産党とソ連共産党の両党が関係正常化。
  - ソ連軍、アフガニスタン侵攻。